# PSM-Acordo Nacionalista
O PSM-Acordo Nacionalista (PSM-Entesa Nacionalista, PSM-EN) é um partido político das Ilhas Baleares, formado pela federação entre o PSM-Acordo Nacionalista de Maiorca, o PSM-Acordo Nacionalista de Minorca, o Acordo Nacionalista e Ecologista de Ibiza, os Independentes de Artà e a Assembleia por Sant Joan. Integra a Aliança Livre Europeia desde  11 de abril de 2008. Não tem nenhuma ligação com o   Partido Socialista das Ilhas Baleares, federação balear balear do PSOE.
Embora não se declare como um partido independentista, nos seus estatutos afirma que o seu objetivo fundamental é a justiça social e a libertação nacional das ilhas Baleares dentro de uns Países Catalães livres. Alé, disso, o partido participa em várias iniciativas para o reconhecimento do direito à autodeterminação da região e alguns dos seus antigos dirigentes, como Gabriel Oliver ou Cecilio Buele, têm se mostrado claramente independentistas.

## História
Criado a partir da Federacão da Esquerda nacionalista das Ilhas Baleares (FENIB), estabelecida em abril de 1989 pelos Partido Socialista de Maiorca, Partido Socialista de Minorca, Acordo Nacionalista e Ecologista de Ibiza e outros grupos menores, e que em 1998 se transformou, por iniciativa do Partido Socialista de Maioria e integrando mais grupos de nacionalistas baleares, na Federação PSM-Acordo Nacionalista.
Actualmente é formada pelo PSM-Acordo Nacionalista de Maiorca, o PSM-Acordo Nacionalista de Minorca, o Acordo Nacionalista e Ecologista de Ibiza, os Independentes de Artà e a Assembleia por Sant Joan.
Nas eleições gerais de 2004, formaram com a Esquerda Unida-Os Verdes e com a Esquerda Republicana da Catalunha uma aliança eleitorals, Progressistas pelas Ilhas Baleares, que não elegeu nenhum deputado.
No seu congresso de maio de 2006, os militantes do partido decidiram, por uma estreita margem (167 contra 139a), a criação de um bloco nacionalista e progressista para as eleições autonómicas e municipais de 2007. Assim, foram constituídos o Bloco por Maiorca (agrupando o PSM-EN, a Esquerda Unida - Os Verdes e a Esquerda Republicana da Catalunha),«Programa Electoral Parlament de les Illes i Consell de Mallorca 07» (PDF). Bloc per Mallorca (em catalão). Arquivado do original (PDF) em 22 de junho de 2010</ref> que concorreu no círculo de Maiorca, e a coligação PSM-Verdes com Os Verdes de Minorca, que concorreu na ilha respetiva. Nas eleições, o Bloco obteve quatro lugares. Como resultado do congresso, o grupo derrotado abandonou a federação e criou o Acordo por Maiorca (Entesa per Mallorca,ExM), acusando o PSM-EN de diluir o caráter nacionalista do partido com a sua política de pactos.
O conselho de direção política do partido, reunido a 10 de janeiro de 2008, tomou a decisão de mudar a sua política de alianças, apostando em apresentar-se às eleições de março desse ano numa coligação ("Unidade pelas Ilhas") com a União Maiorquina, a Esquerda Republicana da Catalunha e o Acordo por Maiorca, ficando fora do acordo a Esquerda Unida e Os Verdes de Maiorca. A aliança foi aprovada com 63% dos votos dos membros do conselho, contra 29% que defendiam manter a aliança com a Esquerda Unida e Os Verdes e 8% de abstenções.
Nas eleições autonómicas de 2011, concorreu em aliança com a Iniciativa Verdes (organização sucessora dos Verdes de Maiorca) e com o Acordo por Maiorca.
Em fevereiro de 2013 o PSM e o Acordo por Maiorca se fundiram, adotando a formação o nome PSM-Acordo
.
Atualmente o PSM-EN integra as alianças Més per Mallorca (inicialmente fundada pelo PSM-EN e pela Iniciativa Verdes) e Més per Menorca (integrada pelo PSM-EN, pela Esquerda Republicana de Minorca, pela Iniciativa Verdes e pelo Equo).

## Eleições ao Parlamento Europeu
O PSM-Acordo Nacionalista concorreu a várias eleições europeias. A última vez foi em 2004 sob a denominação Galeusca-Povos da Europa, junto com Partido Nacionalista Basco, o Bloco Nacionalista Galeco, a Convergência e União e o Bloco Nacionalista Valenciano. Nas eleições de 2009 apelou ao voto na candidatura dinamizada pela Esquerda Republicana da Catalunha, Europa dos Povos - Verdes, sem chegar a participar nela. Apesar de ter estado inicialmente na lista de formações que integrariam a candidatura, as negociaciones com a  ERC y com o Acordo por Maiorica não deram resultado, devido, segundo o PSM-EN, à condição imposta pela ERC de estabelecer uma aliança para as eleições regionais de 2011 entre o PSM-EN, a ERC, o Acordo por Maiorica e O Verdes para as eleições para o Parlamento das Ilhas Baleares de 2011, excluindo a Esquerda Unida, o que o PSM-EN classificou como "chantagem".